# Robert B. Wilson
Robert Butler Wilson, Jr. (Geneva, Nebraska, 16 de mayo de 1937) es un economista estadounidense, profesor Emérito de Administración de la Universidad de Stanford. Es conocido por sus estudios sobre administración y economía empresarial. Su tesis doctoral introdujo la programación cuadrática secuencial, un método iterativo principal para la programación no lineal. Con otros economistas matemáticos de la Escuela de Stanford ayudó a reformular la economía de la organización administrativa e industrial con la teoría que utiliza el juego no cooperativo. Sus investigaciones en nonlinear pricing influyeron en la política de las grandes empresas, particularmente en la industria de la energía y la electricidad.
Fue galardonado con el Premio Nobel de Economía en 2020, junto con Paul R. Milgrom, "por las mejoras en la teoría de las subastas y las invenciones de nuevos formatos de subastas".

## Carrera académica
Robert Wilson, nacido el 16 de mayo de 1937 en Geneva (Nebraska), realizó sus estudios de Secundaria en un instituto local. Becado por la Universidad de Harvard, obtuvo un B.A. en 1959. Estudios que completó con un M.B.A. en 1961 y el doctorado D.B.A. por la Escuela de Negocios Harvard en 1963, con una tesis titulada A Simplicial Algorithm for Concave Programming (Boston: Harvard Business School, 1963). Trabajó en la Universidad de California en Los Ángeles un breve período y se unió a la Universidad Stanford en 1964. Ha sido desde entonces profesor de la Escuela de Postgrado de Negocios Stanford, primero como profesor asociado para más tarde ocupar su cátedra Adams. Entre 1993 y 2001 colaboró con la Escuela de Derecho Harvard. Desde 2004 es profesor Emérito de Stanford.

## Investigaciones
Wilson es conocido por sus investigaciones sobre el diseño de los mercados y la organización industrial de la economía. Es un experto en la teoría del juego y sus aplicaciones. Ha sido un colaborador importante para el diseño de subastas y estrategias de licitación competitiva en el aceite, la comunicación y otras industrias. Suyos son también algunos trabajos sobre el mercado competitivo de la electricidad y otras industrias básicas.
El manual de Wilson “The Theory of the Syndicates,” publicado en Econometrica en 1968, influyó en una generación entera de estudiantes de Economía, Finanzas y Contabilidad. El trabajo aborda una cuestión fundamental: bajo qué condiciones actúa un grupo de individuos que escogen loterías o riesgos de participación de una manera llamada eficiencia de Pareto.
Ha publicado aproximadamente cien artículos en libros y revistas profesionales desde entonces y ha sido editor de varias revistas. Su libro Nonlinear Pricing (New York: Oxford University Press, 1993) es un análisis enciclopédico del diseño de las tasas y los aranceles. Relacionó temas de utilidad pública, incluyendo electricidad, comunicaciones o transportes. El libro ganó el premio Leo Melamed en 1995, un premio bienal de la Universidad de Chicago para estudios empresariales. Sus contribuciones en teoría del juego incluyen sueldos, complementos, bargaining y huelgas; y no rehúye diferentes contextos legales o negociaciones por sectores de la población empleada. 
Wilson ha impulsado también algunos de los estudios básicos del efecto reputacional en la fijación de precios predatorios, como guerras de precios y otras batallas competitivas.

## Reconocimientos
Robert Wilson es miembro de la Academia Nacional de Ciencias estadounidense. Es también miembro de la American Economic Association desde 1994 y expresidente de la Econometric Society. Es doctor honorario en Economía por la Escuela noruega de Economía y Administración Empresarial desde 1986. En 1995 recibió el título de doctor honorario en Leyes por la Universidad de Chicago. En 2014, Wilson ganó un premio Golden Goose por su trabajo de diseño de subastas.
En 2016 fue galardonado con el premio Fronteras del Conocimiento, en la categoría de Economía, por la Fundación española BBVA.